# Document RFC
Un document Request for Comments (RFC, en català Document RFC) és un memoràndum sobre noves investigacions i metodologies relacionades amb les tecnologies d'Internet.
La sigla RFC prové de l'anglès request for comments (demanda de comentaris), expressió que té l'origen en el vocabulari militar dels Estats Units. En informàtica correspon a una proposta de millora d'Internet per a la qual hom demana als possibles interessats que presentin les al·legacions, comentaris o observacions per tal d'arribar a un acord. Des de 1969 fins al 1998, el seu editor fou Jon Postel. Perquè els documents RFC tinguin vigència han de ser aprovades per l'Internet Engineering Task Force (IETF). El primer document RFC 1 va ser publicat el 7 d'abril de 1969.
Els protocols i les seves revisions són especificats en documents RFC. En la viquipèdia, el text RFC seguit d'un nombre crea automàticament un enllaç al document original.